# Иероним (Загоровский)
Иероним Загоровский (1741—1804) — архимандрит Киево-Выдубицкого монастыря Русской православной церкви; ректор Новгородсеверской духовной семинарии.

## Биография
Иероним Загоровский родился в 1741 году; происходил из малороссийских дворян. Образование получил в Киевской духовной академии. 
С 1770 года Иероним Загоровский состоял лаврским проповедником. Принял монашество в Киево-Печерской лавре 18 апреля 1770 года и вскоре затем был посвящен во иеродиакона, а в 1774 году рукоположен в иеромонаха. 

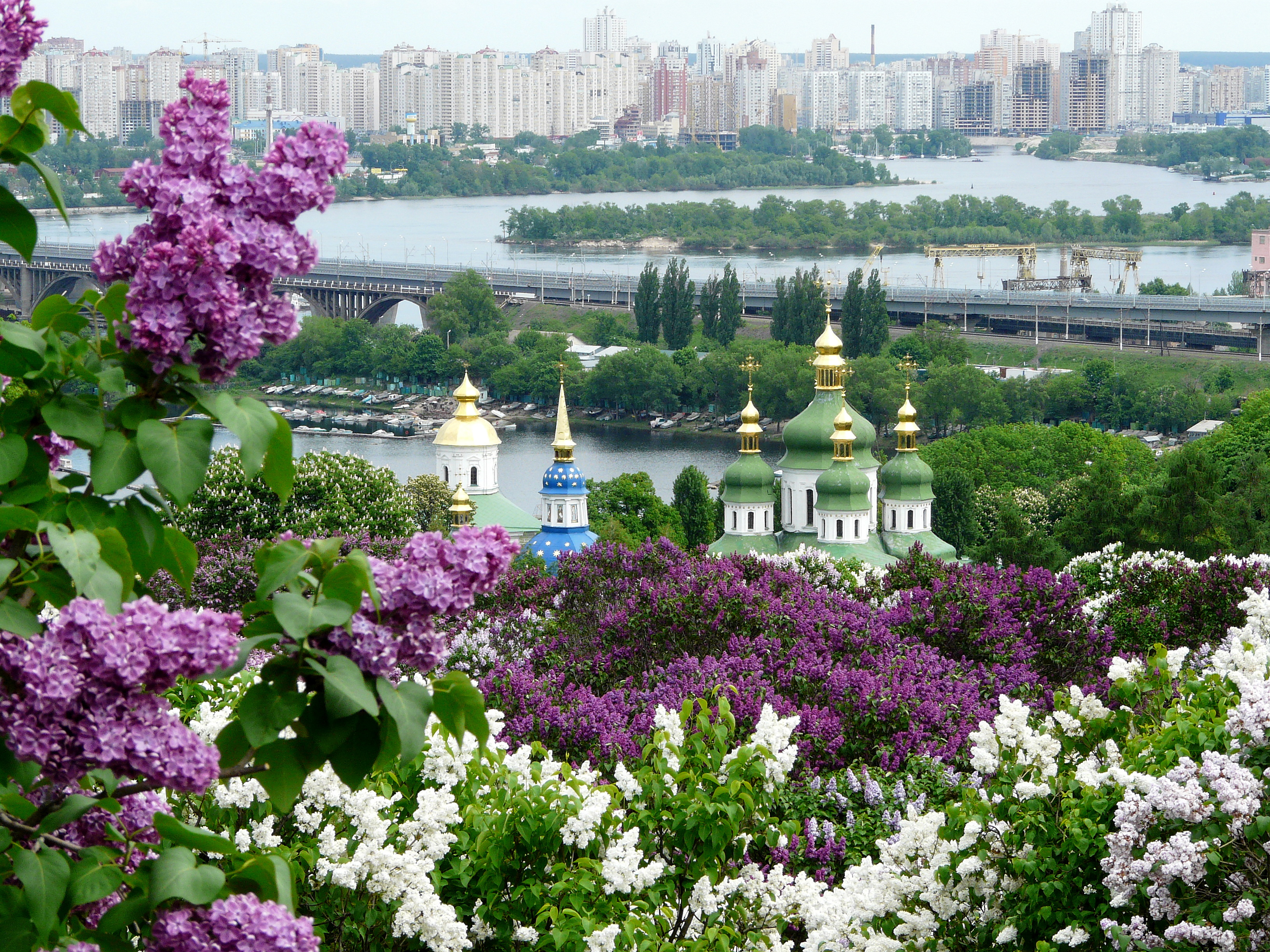
Выдубицкий монастырь

В 1772 году Иероним Загоровский уехал в Москву, по земельным делам лавры, и обратно в Киев вернулся довольно не скоро. 
19 мая 1775 года митрополит Платон назначил его наместником Звенигородского Саввина монастыря и присутствующим в звенигородском духовном правлении; в 1776 году Иероним был назначен префектом только что основанной Звенигородской духовной семинарии. В 1779 году назначен игуменом Орловского Успенского монастыря и префектом новоучрежденной Орловской духовной семинарии. 
В 1788 году Иероним Загоровский определен присутствующим в Севскую духовную консисторию и Орловское духовное правление. 
22 июня 1796 года отец Иероним был переведён в Гамалеевский Харлампиев монастырь, в сане архимандрита, и назначен ректором Новгородсеверской духовной семинарии и присутствующим духовной дикастерии. 
В сентябре 1797 года Гамалеевский монастырь был упразднен, а Иероним Загоровский 14 января 1799 года был определен к переводу в Нижегородский Печерский монастырь; но по состоянию здоровью он отказался от нового назначения и временно был назначен настоятелем Киевовыдубицкого монастыря, в котором и скончался 25 ноября 1804 года.